# Пальчатокоренник Траунштейнера
Пальчатокоренник Траунштейнера (лат. Dactylorhiza traunsteineri) — вид травянистых растений из рода Пальчатокоренник семейства Орхидные. Распространён от Европы до Западной Сибири.
Вид назван в честь тирольского аптекаря Йозефа Траунштейнера (нем. Joseph Traunsteiner, 1798—1850).

## Описание
Многолетнее растение, имеет подземный клубень, нежный тонкий стебель, достигающий высоты 50 см, узкие ланцетные листья, покрытые тёмными пятнами. Цветёт с июня до начала июля. Окраска цветков — розово-лиловых оттенков. Губа чаще цельная.
Семена распространяются ветром.
Растёт одиночными экземплярами на влажных лугах и болотах.